# Мосарапи
Појам Мосарапи (шп. mozárabes) означава припаднике хришћанске вере који су живели на Иберијском полуострву под муслиманском влашћу након 711. године. Мосарапи су у најранијим вековима муслиманске окупације уживали прилично благ режим : могли су да одржавају своју веру у кругу породице, плаћајући одређене порезе, али нису имали право да обављају функције у друштву нити да шире и пропагирају веру. Међутим били су ограничени и дискриминисани у односу на муслимане. Вера им је била римокатоличка, али су због ситуације у којој су се налазили уместо латинског користили мосарапски или хиспански обред. Хришћанским освајањем Гранаде 1492. године пало је последње маварско станиште на Иберијском полуострву,а Мосарапи су слављени и хваљени јер су одржавали у животу хришћанско у визиготско наслеђе.

## Историја
711. година је кључна година у шпанској историји. То је година када су муслиманске или маварске снаге прешле Гибралтарски мореуз, поразиле визиготску војску западно од Гибралтара и наставиле ка северу. У року од неколико година освојили су готово цело Иберијско полуострво, а хришћанско – визиготска Шпанија претворена је у муслимански Ал – Андалус. Политички и административно трансформација је одрађена веома брзо, али преобраћивање са хришћанства у ислам, нову религију коју су донели Мавари ишла је прилично споро, као и бројне друштвене промене. Придошлице нису наметале своја верска уверења хиспанско – визиготским хришћанима, а нису ни инсистирали на преузимању ислама. Они хришћани који су прихватили ислам били су познати под именом шп. muladíes, неки су побегли у северне, хришћанске краљевине, а они који нису побегли, али нису ни желели да прихвате ислам потписали су споразуме са Маварима и дозвољено им је да задрже своју имовину и своју веру. Међутим, ови споразуми нису били бесплатни, хришћани су морали да плаћају одређене порезе и да признају доминацију и супериорност ислама као последњег и коначног откривења.
У периоду од 711. до 1031. године престоница Мосарапа била је Кордоба и то је уједно и период највеће толеранције. Након 1031. долази до распада кордобске контроле па се Ал – Андалус дели у мање, независне краљевине, државе познате под називом таифе. Једна од најјачих била је таифа Толедо,која је некако највише подсећала на Кордобу. Мада, не треба заборавити да је раније било много других, угледних градова и села као што су Мерида, Севиља, Гранада, Сарагоса и Бадахос. Све ове градове временом су освојила хришћанска краљевства са севера током покрета Реконкисте. Гранада је остала последње уточиште маварске власти све до 1492. године када је и она освојена. Падом Гранаде и каснијим протеривањем муслимана са Иберијског полуострва завршава се период присуства Мавара у Шпанији након осам векова.

## Живот Мосарапа у Ал - Андалусу
Хришћани који су потписали споразум са Маварима имали су право да задрже своје поседе, земљу, били су слободни да следе своју традицију и законе што се религије и осталих ствари тиче, па тако и брака и развода. Имали су своје општинске организације, органе, своје бискупе, своје судије које су се водиле визиготским кодом шп. Fuero juzgo. Међутим, уколико би дошло до неког неслагања између Мавара и Мосарапа коришћени су исламски закони како би се то решило.
Као што је нормално у оваквој ситуацији, време које су хришћани провели под муслиманима довело је до тоталне арабизације одерђеног дела људи, а то се види усвајањем језика, вере и арапских обичаја.
Временом су многи Мосарапи прихватили маварске обичаје, културу, начин облачења, начин исхране, а чак су и говорили арапски језик. Неки су се чак и добровољно обрезивали. Многи су поред својих шпанских имена узимали и муслиманска поготово ако су имали јак контакт са њима. Хришћански бискуп Ресесмунд био је познат и као Раби Ибн Саид.
Хришћанима је било забрањено да граде нове цркве или да преправљају већ изграђене,такође им је било забрањено да јавно исповедају своју веру – нису смели да звоне звонима или да организују поворке, проповеде. Нису имали право да вређају ислам или Мухамеда. Неке од ових забрана нису стриктно поштоване. У 9. веку нпр, према списима једног клерика видимо да је неколико манастира изграђено у Кордоби убрзо након муслиманског освајања.
Мосарапи су могли бити кажњени уколико покушају да претворе муслимане у хришћане, такође нису смели да одговарају хришћане који су желели да прихвате ислам.
Хришћани нису могли да ожене маварске жене,па се тако избегла и најмања шанса да жена прихвати веру свога мужа, а самим тим и да деца исповедају веру свог оца. 
Мосарапима је било забрањено да поседују робове или да имају власт над муслиманима. Ипак то није поштовано до краја јер има извора који говоре да су мосарапи имали значај у муслиманским државим и јавним институцијама као секретари, преводиоци, доктори, сакупљачи пореза и сл. Хришћани су могли и врло често јесу били део маварске војске, а понекад су били и главни стражари владара.
Неретко се догађало да Мавари и Мосарапи заједно прослављају своје празнике па је у једном тренутку то дошло до те мере да су конзервативци из обе религије упозоравали на могућност да дође до контаминације. Мосарапи су често користили јавна купатила (хамаме) заједно са маварима, И то је био разлог за критике са обе стране. Ипак, те купке које су уживали и мушкарци и жене, у различито време у току дана представљале су савршено место за састанке и разоноду, релаксацију, опуштање.
Иако су хришћанске куће биле скромније, сиромашније у односу на маварске, многе су у унутрашњости имале софе, завесе, јастуке који су били имитација маварских. Што се хране тиче, мосарапи су користили воће, поврће, разне зачине које су Мавари донели на Иберијско полуострво, имали су много бољу и здравију исхрану од хришћана на северу. Нови производи које су Мавари донели били су : воће попут наранџа, лимуна, лубеница, смокви, нара, бадема, банана, манга, кајсија, грејпа; поврће попут артичоке, спанаћа, шаргарепе; зачина: цимет, чен, мускатни орашчић, ким, коријандер и др.
Упркос толеранцији коју су Мавари практиковали, живот за Мосарапе није био миран и пријатан на тим територијама. Истина, уживали су одређене привилегије, неки су постигли чак и политички и социјални успех, али су у суштини били грађани другог реда. Њихов мир зависио је од њихових господара, од односа који су имали са Маварима и од неких спољашњих сила које су биле изван њихове контроле (хришћански експансионизам или крсташки ратови који су почели 1096. довели су до веће нетолеранције према Мосарапима).Због тога је на хиљаде хришћана вођени монасима, свештеницима и осталим црквеним лицима побегло у хришћанска краљевства на северу, осећајући да њиховом идентитету и религији прети уништење или асимилација.
Хришћани и муслимани у Ал – Андалусу живели су заједно, раме уз раме, трговали су једни са другима, али је тензија која је владала била веома јака. Чак и унутар саме мосарапске заједнице било је затегнутих односа између оних који су били против арабизације и оних који су усвојили муслиманске обичаје и традицију. 
Ситуација је постала много неизвеснија у периоду владавине Алморавида од 1085. до 1146. и још нетолерантнијих Алмохада 1146. до 1212,када је повећана репресија и дискриминација према Мосарапима. Мосарапске заједнице су осиромашене, многи су насилно протерани у Магреб, а други беже у хришћанске краљевине Арагон и Кастиљу.

## Мосарапски језик
Мосарапски или ајами је јужно иберијско – романски језик којим су говорили хришћани на муслиманским територијама. Термин мосарапски потиче од арапске речи која значи арабизован, док термина ајами на арапском значи ружно, варварско. Сматра да је мосарапски мешавина коју чини 40% оријенталних термина и 60% романских. Од ових оријенталних већина су именице, док је глагола много мање. Неке од речи које су из арапског прешле у шпански језик :
algodón < al-qutun
alfombra < al-khumra
alcoba < al-qubbah
aldea < ad-dayah
alcalde < al-qadi 'el juez'
albóndiga < al-bunduqa
Већина доказа, осим једног речника из 15. века из Гранаде написана је арапским писмом(који не користи самогласнике), тако да је тешко реконструисати фонологију мосарапског језика. Међутим, чини се да је то био јако конзервативан хиспански језик, који је био пун древних латинских архаизама и који је сачувао романски звучни систем. Већина информација о мосарапском долази из медицинских и ботаничких радова који су написани и на мосарапском и на арапском. Њима треба додати откриће мосарапских стихова, који се налазе на крају арапских и хебрејских љубавних балади (мувашаха) из 11. и 12. века, а називају се харће. Њихово откриће и проучавање почиње тек 1946. године. Стихови су написани на арапском, немају самогласнике па их је прилично тешко дешифровати. Харће су веома важне јер су оне прве лирске шпесме створене на неком романском језику.
Мосарапски језик је нестао након што су Арапи протерани из Шпаније крајем 15. века, мада се понекад тврди да је мосарапски оставио трага на јужне дијалекте јужне Шпаније и Португалије. Мосарапски се још увек користи као литургијски језик у неколико места у Шпанији и Мароку.

## Мосарапска уметност
Књижевност се одликује верским мотивима, теме су биле углавном религиозне : књиге о мисама, књиге молитви, антифонари који су стварани у просторијама хришћанских манастира. Примери квалитета и оригиналности минијатура и светих рукописа су шп. Los Comentarios al Apocalipsis del Beato de Liébana, El Beato de Facundus или El Beato de Tábara, или антифонар као нпр. шп. El Antifonario mozárabe de la Catedral de León.
Толедо и Кордоба били су најважнији мосарапски центри. Из Кордобе је био опат Еспераиндео који је написао шп. Un Apologética contra Mahoma. А за проучавање историје филозофије јако је важно дело шп. La Apologética del abad Sansón 864.
Оно што карактерише мосарапску архитектуру јесте велика техничка вештина у изградњи. Такође је карактеристично одсуство спољне декорације и различите биљке које користе као мотиве, а оне су углавном малих пропорција. Још једна битна карактеристика мосарапске архитектуре је стуб са украшеним капителом.Стил показује асимилацију исламских декоративних мотива и облика као нпр. лука у облику потковице и ребрасте куполе. Чак и они који су емигрирали у неисламске средине наставили су да стварају и негују мосарапски стил у уметности и архитектури, чиме се доприноси ширењу арапског утицаја на север Европе.
Многе цркве изграђене мосарапским стилом изграђене су од стране монаха који су емигрирали у северну Шпанију у периоду од 9. до 11. века.
Сан Мигел де Ескалада, близу Леона, најбољи је преживели пример мосарапске архитектуре ,а основали су га монаси из Кордобе 913. године.

## Данашњи Мосарапи
Јасно је да многи данашњи Шпанци са севера, југа и центра Шпаније у својим венама носе хиспанско - романску или хиспанско – визиготску крв као потомци средњовековних Мосарапа. Међутим, ову чињеницу је могуће данас доказати само у толедским мосарапским породицама које чине једну литургијску заједницу. Сматра се да данашња цивилна заједница има негде око 1550 породица од којих је 600 породица у Толеду, док је остатак у разним местима у Шпанији и у иностранству. Данас су готово перфектно интегрисани у сваком погледу у велику националну заједницу и цркву. У средњем веку њихови преци су у Толеду формирали грађанску заједницу која је уживала аутономију и имала личне лидере како у муслиманском царству, тако и у хришћанском.
Ова заједница, је потпуно прихваћена и представља равноправан део шпанске заједнице. Има своје представнике у редовима генерала, гувернера и других звања у војсци, администрацији, управи итд. Међутим, генерално представљају средњу класу. Али са друге стране, представљају једину хришћанску заједницу која има своју културу, уметност, литургију и музику. Најважније је то што представљају пример верности Христу и хришћанству.